# クロスビー、スティルス&ナッシュ (アルバム)
『クロスビー、スティルス&ナッシュ』（Crosby, Stills & Nash）は、クロスビー、スティルス&ナッシュ（通称：CS&N）が1969年に発表したファースト・アルバム。

## 概要
1968年12月、ジョン・セバスチャンはデヴィッド・クロスビー、スティーヴン・スティルス、グラハム・ナッシュの3人に「僕のうちに泊まればいい」と提案し、ニューヨーク州サフォーク郡サグ・ハーバーの自宅へ呼び寄せた。同年12月22日、3人組はニューヨークで初レコーディングに臨んだ。コントロール・ルームにはポール・A・ロスチャイルドが座った。「泣くことはないよ」「どうにもならない望み」などが演奏されたが、3人の満足のいくものではなく、いずれのテイクもお蔵入りになった。その後、彼らはロングアイランドで数週間リハーサルを行った。
1969年2月11日から3月にかけてロサンゼルスのウォーリー・ハイダー・スタジオ III（Wally Heider Studios）でレコーディングは行われた。エンジニアはビル・ハルヴァーソン（Bill Halverson）が務めた。グループはセッションから外部の人間を排除し、コントロール・ルームに入ろうとした、アーメット・アーティガン（アトランティック・レコード創設者）でさえ丁重に断った。しかし「プリ・ロード・ダウン」のレコーディング中にキャス・エリオット（ママス&パパス）が姿を現し、「私に歌わせないなら、あなたたちはもう我が家に出入り禁止よ」と迫る。3人は抵抗できず、同曲のハーモニーにはエリオットの声が重ねられた（ノン・クレジット）。
同年5月29日に発売され、ビルボードのアルバムチャートの6位を記録した。その後『ローリング・ストーン』誌が選んだ「歴代最高のアルバム500選」において161位に選ばれている。
収録曲の日本語表記はワーナーミュージック・ジャパンの公式サイトに拠る。
2006年の再発盤には4曲のボーナス・トラックが追加された。

## ジャケット
ウェスト・ハリウッドのサンタ・パーム・カー・ウォッシュを隔てた815パーム・アヴェニューにある廃屋を見つけたとき、グループの3人は自分達のイメージに完璧だと考えた。3人は家の前のソファに座りジャケット用の写真を撮る。カメラマンはメンバーの友人であるヘンリー・ディルツ。そして「クロスビー、スティルス&ナッシュ」というグループ名が決まったのはその数日後だった。写真は左からナッシュ、スティルス、クロスビーの順で写っていたことから、彼らは撮り直すために再び現地を訪れたが、すでに家は解体され廃材の山になっていた。裏のジャケットには窓にドラムのダラス・テイラーが写っている。これは後からはめ込んだものである。
ジャケットの内側の見開きの写真はカリフォルニア州のビッグ・ベアで撮影された。

## 収録曲

### Side 1
1. 組曲: 青い眼のジュディ - Suite: Judy Blue Eyes  (7:25)
作詞・作曲：スティーヴン・スティルス
2. マラケッシュ行急行 - Marrakesh Express (2:39)
作詞・作曲：グラハム・ナッシュ
3. グウィニヴィア - Guinnevere (4:40)
作詞・作曲：デヴィッド・クロスビー
4. 泣くことはないよ - You Don't Have to Cry (2:45)
作詞・作曲：スティーヴン・スティルス
5. プリ・ロード・ダウン - Pre-Road Downs (3:01)
作詞・作曲：グラハム・ナッシュ

### Side 2
1. 木の舟 - Wooden Ships (5:29)
作詞・作曲：デヴィッド・クロスビー、ポール・カントナー、スティーヴン・スティルス
2. 島の女 - Lady of the Island (2:39)
作詞・作曲：グラハム・ナッシュ
3. どうにもならない望み - Helplessly Hoping (2:41)
作詞・作曲：スティーヴン・スティルス
4. ロング・タイム・ゴーン - Long Time Gone (4:17)
作詞・作曲：デヴィッド・クロスビー
5. 49のバイ・バイズ - 49 Bye-Byes (5:16)
作詞・作曲：スティーヴン・スティルス